# Vsa ta lepota in prelivanje krvi
Vsa ta lepota in prelivanje krvi (angleško All the Beauty and the Bloodshed) je dokumentarni film iz leta 2022, ki raziskuje kariero Nan Goldin in padec družine Sackler. Film je režirala ameriška režiserka Laura Poitras. V zvezi s filmom je dejala: »Umetnost in vizija Nan že leta navdihujeta moje delo in sta vplivali na generacije filmskih ustvarjalcev.« Film je bil prvič predvajan 3. septembra 2022 na 79. mednarodem filmskem festivalu v Benetkah, kjer so mu podelili nagrado zlati lev, s čimer je postal drugi dokumentarni film (za Sveto obvoznico leta 2013), ki je prejel to nagrado. Predvajan je bil tudi na Newyorškem filmskem festivalu 2022, kjer je bil osrednji film festivala, Goldinova pa je zanj oblikovala dva uradna plakata.